# Bățani
Bățani [bəˈt͡sanʲ] (ungarisch Nagybacon) ist eine Gemeinde im Kreis Covasna in der Region Siebenbürgen in Rumänien. Gemeindesitz ist Bățanii Mari.
Bățanii Mari (veraltet Bațon) ist auch unter den ungarischen Bezeichnungen Sepsibacon, Telegdibacon und Bacon bekannt.

## Geographische Lage

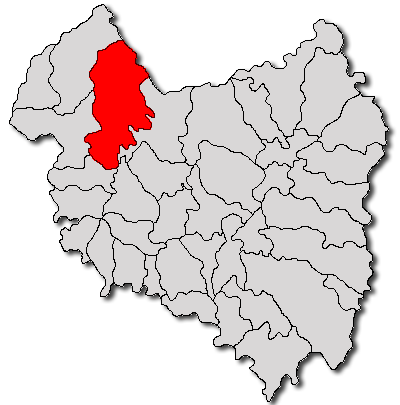
Lage der Gemeinde Bățani im Kreis Covasna

Die Gemeinde Bățani liegt in den Nordwestausläufern der Baraolter Berge im historischen Szeklerland. Im Kreis Covasna an der Mündung des Baches Ozunca in den Baraolt und der Kreisstraße (Drum județean) DJ 122 befindet sich der Ort Bățanii Mari sieben Kilometer östlich von der Kleinstadt Baraolt und etwa 40 Kilometer nördlich von der Kreishauptstadt Sfântu Gheorghe (Sankt Georgen) entfernt.
Auf dem Gemeindegebiet befinden sich zahlreiche Mineralwasserquellen.

## Geschichte
Der mehrheitlich von Szeklern bewohnte Ort Bățanii Mari wurde erstmals 1334 urkundlich erwähnt.
Der archäologische Fund einer Schmiede im eingemeindeten Dorf Herculian (ungarisch Magyarhermány) auf dem Berg Fruntea Popii (ungarisch Paphomlok) deutet nach Angaben von Márton Roska auf eine Besiedlung des Gemeindegebiets in die Eisenzeit zurück. Hinweise auf eine frühe Besiedlung des eingemeindeten Dorfes Aita Seacă (ungarisch Szárazajta), von den Einheimischen Cetatea Scurtă (ungarisch Kurtavár) genannt, gibt auch eine Wallburg. Diese wurde aber noch keinem Zeitalter zugeordnet. Archäologische Funde vom Areal des eingemeindeten Dorfes Bățanii Mici (ungarisch Kisbacon), welche in die Jungsteinzeit und der Bronzezeit hindeuten, befinden sich im Museum der Kreishauptstadt Sfântu Gheorghe.
Zur Zeit des Königreichs Ungarn gehörte die heutige Gemeinde zum Teil der Gespanschaft Háromszék (rumänisch Comitatul Trei-Scaune) und zum Teil dem Komitat Udvarhely (Komitat Oderhellen). Anschließend gehörten Orte der Gemeinde dem historischen Kreis Trei-Scaune (zu Deutsch Drei Stühle) und dem Kreis Odorhei an und ab 1950 dem heutigen Kreis Covasna.

## Bevölkerung
Die Bevölkerung der Gemeinde Bățani entwickelte sich wie folgt:
| 1850 | 4.372 | 386 | 3.932 | 1 | 53  |
| 1930 | 5.604 | 595 | 4.791 | 7 | 211 |
| 1966 | 5.383 | 236 | 4.950 | 3 | 194 |
| 2002 | 4.501 | 112 | 3.962 | 1 | 426 |
| 2011 | 4.403 | 62  | 3.658 | - | 683 |
| 2021 | 4.588 | 56  | 3.608 | - | 924 |

Seit 1850 wurde auf dem Gebiet der Gemeinde Bățani die höchste Einwohnerzahl (5.982) und die der Magyaren (5.794) 1941 ermittelt. Die höchste Anzahl der Rumänen wurde 1930, die der Roma (636) 2021 und die der Rumäniendeutschen (17) 1890 registriert.

## Sehenswürdigkeiten
- Im Gemeindezentrum die reformierte Kirche laut Angaben des Verzeichnisses historischer Denkmäler des Ministeriums für Kultur und nationales Erbe (Ministerul Culturii și Patrimoniului Național) im 15. Jahrhundert errichtet, 1679 und letztens 1801 erneuert und auch das 1850 errichtete Anwesen bei Nr. 345, stehen unter Denkmalschutz.[7]
- Im Gemeindezentrum die römisch-katholische Kirche deren Errichtungszeit nicht bekannt ist, steht unter Denkmalschutz.[7]
- Im eingemeindeten Dorf Bățanii Mici (ungarisch Kisbacon) das Landhaus Mari 1906 errichtet, steht unter Denkmalschutz.[7] Im ehemaligen Landhaus befindet sich das 1969 eröffnete Museum Benedek Elek.[8][9]

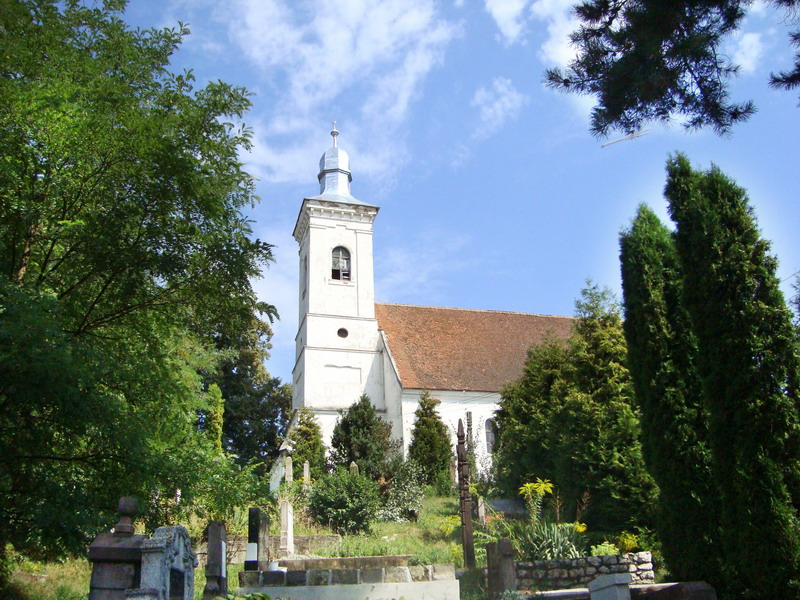
Reformierte Kirche in Bățanii Mari
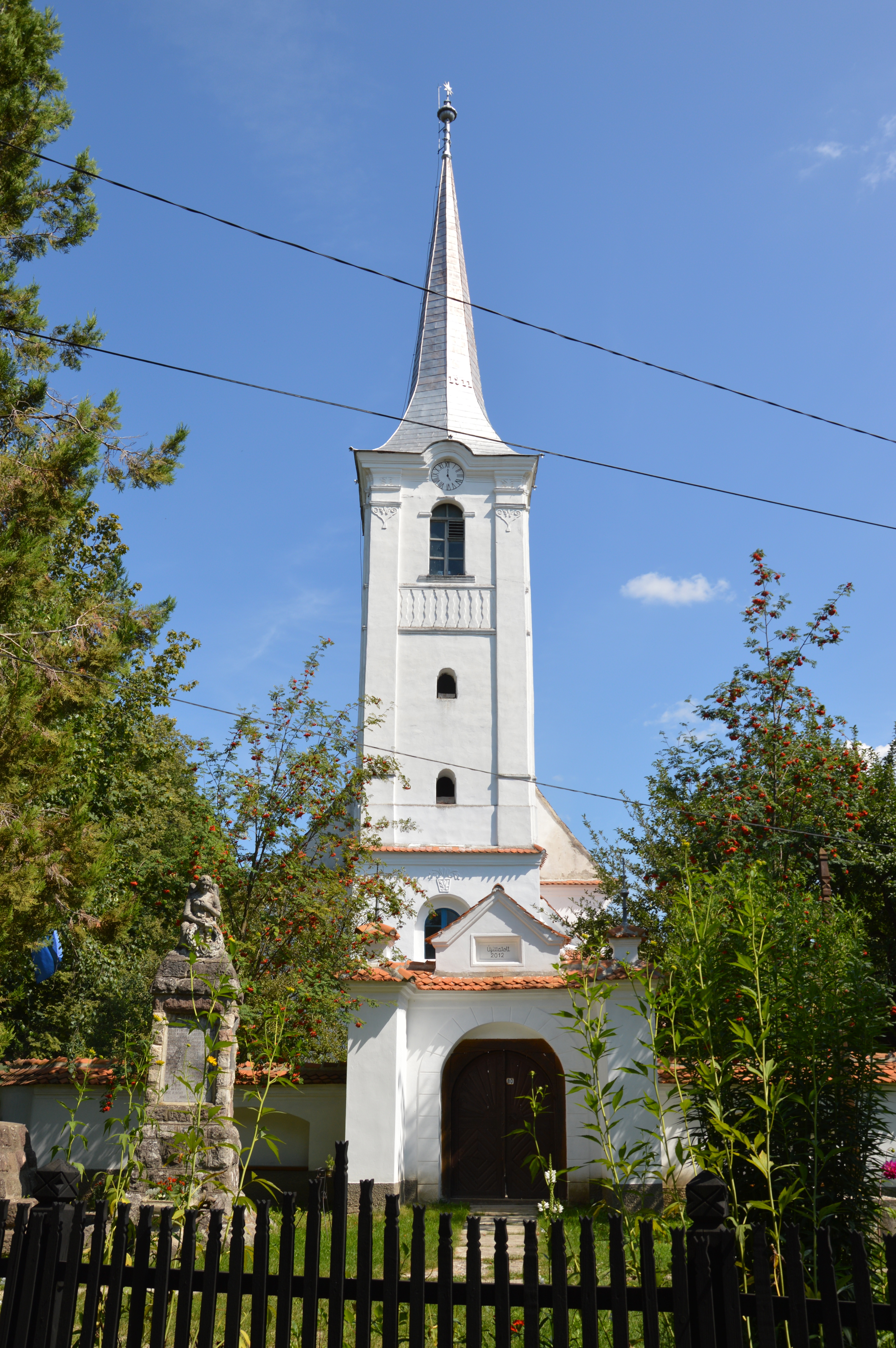
Kirche in Bățanii Mici
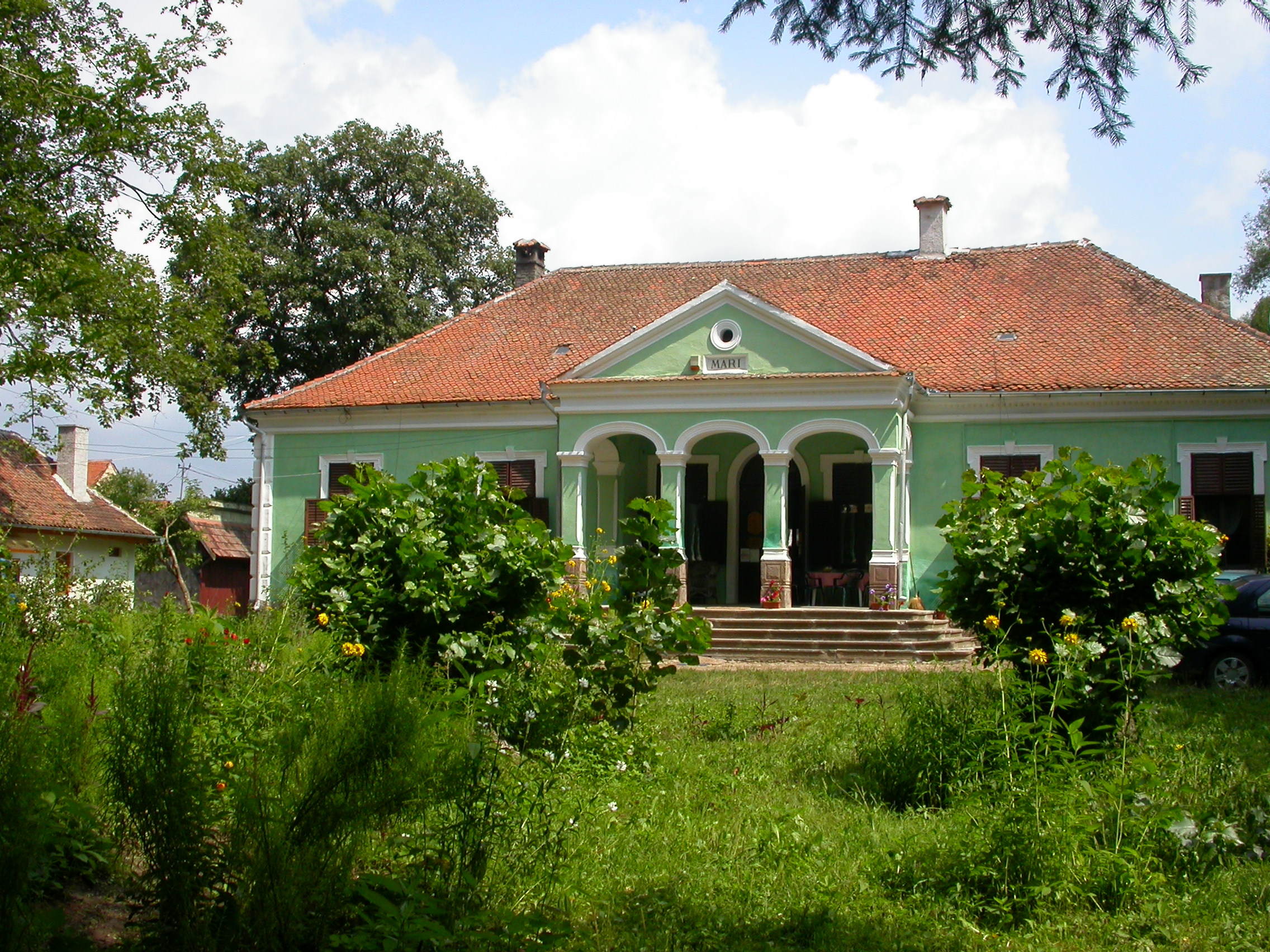
Museum Benedek Elek in Bățanii Mici
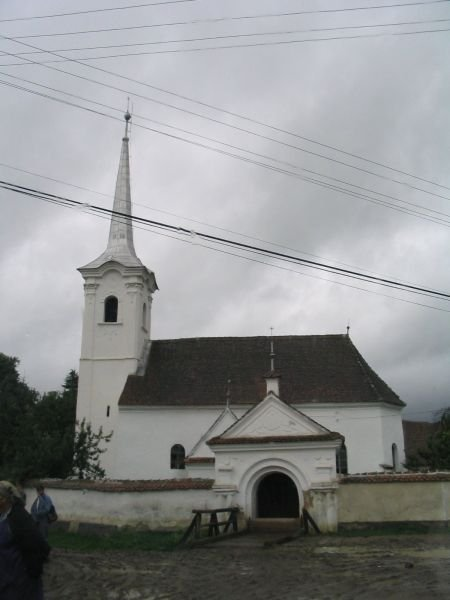
Kirche in Herculian
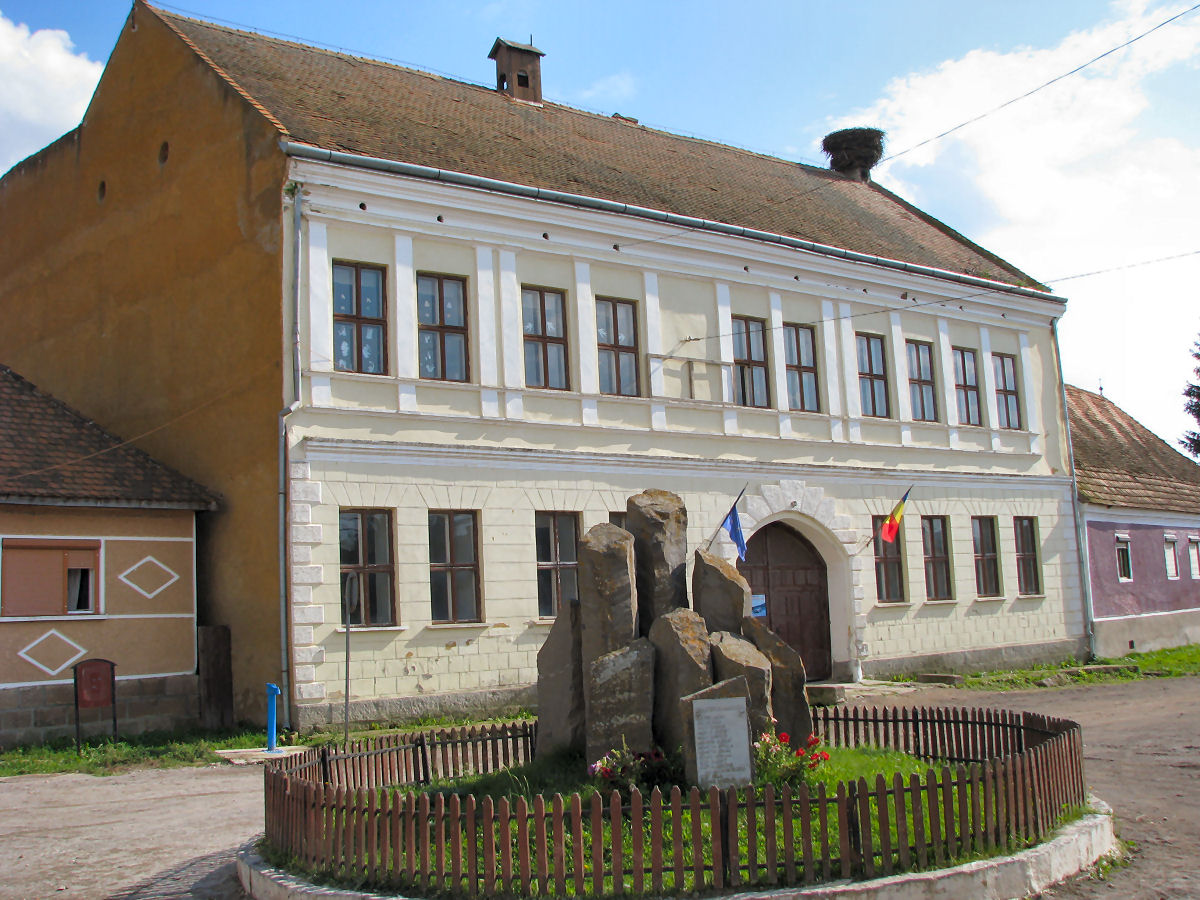
Schulgebäude in Aita Seacă

## Persönlichkeiten
- Elek Benedek (1859–1929), geboren in Bățanii Mici szeklerischer Abstammung, war Schriftsteller und Geschichtenerzähler.[10]